# Daisyworldsimulationen
Daisyworld- eller Tusenskönasimuleringen är en simulering av ett system med en sol med varierande temperaturer och en planet beklädd endast med tusenskönor. Simuleringen används för att illustrera Gaiateorin: Att biosfären genom att kompensera för variationer i solinstrålning lyckas bibehålla en för liv optimal temperatur på planeten.

## Detaljer
Tusenskönorna i simuleringen är av två typer: med svarta blommor och med vita blommor. De med svarta blommor absorberar mer energi som värme än de med vita blommor, så allt annat lika kommer den lokala temperaturen att bli högre ju större andel av tusenskönorna i ett bestånd som har svarta blommor (och omvänt lägre ju större andel som har vita blommor, vilka istället reflekterar mer energi tillbaka ut i rymden). Detta är den enda skillnaden mellan de två typerna.
Tusenskönornas ämnesomsättning påverkas av temperaturen: Den står stilla vid temperaturer under 5°C, når sitt maximum vid 20°C och står åter stilla vid temperaturer över 35°C; hastigheten som funktion av temperaturen ges mellan 5°C och 35°C av en parabel. Ämnesomsättningen påverkar växternas förökning: En tusensköna med snabbare ämnesomsättning kan producera fler frön.
Fröspridningen har ett visst inslag av slump, så det kommer alltid att finnas en variation i hur många frön för svart respektive vit tusensköna som hamnar på en viss plats. I nästa generation leder det till variationer i temperaturen mellan olika platser.
I vissa beskrivningar har simuleringen även betande djur – gråa till färgen, så att de inte nämnvärt påverkar absorptionen av solljus – men dessa behövs inte för Gaiaeffekten.

## Utfall
Inom ett brett intervall av intensitet på infallande solljus kommer planetens temperatur att efterhand hamna nära de 20°C som är optimalt för simuleringens organismer. Detta uppnås genom att proportionen mellan svarta och vita blommor anpassas så att endast en lämplig mängd energi absorberas av planeten.
Om intensiteten på solljuset ändras så kommer även proportionen mellan svarta och vita blommor ändras för att kompensera.

### Mekanism
Simuleringen blir i praktiken en diffusionsprocess för storheten "proportion mellan svarta och vita blommor", där närbelägna bestånd genom fröspridning påverkar proportionen hos varandra att bli mer lik den egna. Till skillnad från i exempelvis värmeledning så är emellertid inte diffusionen symmetrisk, utan bestånd med en bättre anpassad proportion påverkar sina grannar mer än bestånd med sämre proportion, eftersom bestånden med bättre proportion producerar fler frön och alltså står för en större andel av den totala frömängden. Detta gör att medeltemperaturen tenderar att driva mot det värde som ger maximal fröproduktion.
Enbart diffusion, om än asymmetrisk, skulle inte kunna åstadkomma temperaturer utanför det intervall av temperaturer som förekommer i starttillståndet, men till detta kommer inslaget av slump. Även om hela planeten börjar med en jämn proportion som ger en temperatur på 10°C så kommer i nästa generation vissa bestånd att hamna på 11°C och lika många andra på 9°C eftersom fröna råkat spridas och/eller gro litet ojämnt. De med 11°C producerar fler frön, så genomsnittet för tredje generationen kommer att ligga högre än 10°C, även om inte nödvändigtvis så högt som 11°C. Över tid kommer sedan temperaturen att närma sig 20°C, även om trycket för ytterligare förändring minskar ju närmare 20°C processen kommer.
På detta sätt anpassar blommorna temperaturen på planeten till sin egen fördel, närmast som en sidoeffekt till den egna förökningen.

### Jämförelse utan biosfär
Om simuleringen körs utan blommor så följer temperaturen på planeten solinstrålningen enligt ett mestadels linjärt samband. (Stefan–Boltzmanns lag är icke-linjär, så det är inte någon perfekt linjäritet, men eftersom den relativa skillnaden i absolut temperatur är rätt låg så kan en linjär approximation ändå uppnå hög noggrannhet.)
Om man i simuleringen lägger till olika abiotiska mekanismer så kan man påverka hur temperaturen följer solinstrålningen. Istäcken reflekterar solljus enligt samma princip som de vita blommorna, men skulle snarast förstärka variationer i solinstrålningen – man får antingen en kall istäckt planet eller en het planet utan is. Om istället ökad temperatur antas ge högre avdunstning och i nästa led ökad molnbildning så kommer tvärtom variationen att dämpas eftersom även moln är vita och reflekterar bort solljus, men det är svårt att uppnå den närmast konstanta temperatur som Jorden, sett över en skala på hundratals miljoner år, verkar ha haft. Därav hypotesen att biosfären har stått för ytterligare reglering.

## Missuppfattningar
Det cirkulerar ett antal felaktiga föreställningar om hur simuleringen faktiskt fungerar, vilka i förlängningen svarar mot missuppfattningar om vad Gaiateorin går ut på. Några exempel är:
- "Naturen är besjälad (Gaia) och dess organismer arbetar tillsammans utifrån vad som är bäst för helheten." I simuleringen förekommer ingen kommunikation mellan olika organismer. Blommor kan som mest påverka andra blommor indirekt, via sin effekt på den lokala temperaturen.
- "Om klimatet är kallt överlever de svarta blommorna bättre eftersom de absorberar mer energi." Oavsett temperatur så överlever en svart blomma precis lika bra som en vit blomma.
- "Den typ som är sämre lämpad (svarta blommor vid hög temperatur, vita blommor vid låg temperatur) håller igen på sin reproduktion för att ordna bättre förhållanden för sin avkomma." Simuleringen är att alla blommor reproducerar sig så mycket som deras ämnesomsättning tillåter, och detta är vid varje temperatur lika för svarta och vita blommor i samma bestånd. Den föreslagna mekanismen är inte biologiskt orimlig – många djur drar ned på sin reproduktion när födotillgången är dålig – men det är oklart om det skulle finnas ett evolutionärt tryck för att ens bevara denna mekanism; en mutant som saknar den skulle få fler avkommor än likar som saknar den.
- "Tusenskönorna evolverar för att hantera ändringar i klimatet." Simuleringen försöker inte modellera ett föränderligt genom för de ingående organismerna; de två typerna av tusenskönor förblir desamma över tid. Det är heller inte så att klimatet förändras (annat än tillfälligt); Gaia-effekten håller tvärtom klimatet stabilt.
- "I körningar med blommor så värms planeten snabbare upp när solens temperatur ökar (de svarta blommorna absorberar värmen) och kyls också ner långsammare när solens temperatur sjunker." Den önskade effekten av blommorna är att temperaturen håller sig i stort konstant, inte att den stiger snabbt.